# Mauromyia callitris
Mauromyia callitris är en tvåvingeart som först beskrevs av Henry Jonathan Reinhard 1964.  Mauromyia callitris ingår i släktet Mauromyia och familjen parasitflugor. Inga underarter finns listade i Catalogue of Life.